# O Filósofo Autodidata
O Filósofo Autodidata é um romance filosófico escrito pelo sábio andaluz Ibn Tufail. Foi originalmente redigido em árabe, em data desconhecida, com o título de Hayy ibn Yaqzan, que significa "Vivo, filho do Acordado (ou Vigilante)". O romance foi traduzido para o latim em 1671 por Edward Pococke com o título de Philosophus Autodidactus -- denominação pela qual ficou conhecido no Ocidente -- e foi o único dos muitos escritos de Ibn Tufail a chegar até nós. Foi lido por Espinosa e pode ter sido uma das fontes inspiradoras do romance Robinson Crusoe (1719) do escritor inglês Daniel Defoe.

## Enredo
O autor narra a história de Hayy desde seu nascimento numa ilha em um lugar não-especificado no hemisfério sul, e relata o desenvolvimento de suas faculdades intelectuais, seguindo um esquema de sete septênios (períodos de sete anos). Há duas versões para seu nascimento. Na primeira versão, Hayy nasce de uma relação proibida de sua mãe, que é obrigada a colocar o recém-nascido numa arca e abandoná-lo na praia. A arca com o bebê é levada pela maré a uma outra ilha deserta vizinha. Na segunda, Hayy nasce por geração espontânea.
- Primeiro septênio

Nos seus primeiros sete anos, Hayy é criado por uma gazela, que o alimenta e protege como se fosse sua mãe. O menino vai crescendo entre os animais no mundo natural e nota as diversas desvantagens de seu corpo, desprotegido e sem armas, em comparação com outros seres. Para resguardar-se, fabrica para si uma roupa de folhas, que, no entanto, continuamente secam e caem.
- Segundo septênio

Morre a gazela que se fazia de mãe para Hayy. O menino de sete anos, consternado, examina o corpo dela a fim de encontrar a fonte do mal que provocara sua morte. Não achando o mal no corpo, infere disso a existência da alma.
- Terceiro septênio

Dos 15 aos 21 anos de idade, Hayy adquire o conhecimento da técnica. Passa a examinar todas as várias espécies animais, vegetais e minerais. Conhece também o fogo. Melhora suas condições de vida, fabricando diversos utensílios úteis para seu dia-a-dia. Domestica animais para seu uso. 
- Quarto septênio

Hayy obtém o conhecimento teórico. Medita sobre a essência da matéria e seus diversos estados e atributos. Estabelece a forma e a extensão como atributos da matéria. Esboça-se em seu pensamento uma vaga ideia de um Criador da forma.
- Quinto septênio

Hayy ibn Yaqzan observa o céu e seu movimento. Ocupa-se com uma dúvida: seria o universo algo que sempre existiu ou teria começado a existir em certo momento a partir do nada? Por raciocínio, chega a conclusão da existência de um Ser Absoluto, criador do universo -- a causa, da qual a criação é a consequência. Investiga e descobre os atributos desse Ser Absoluto.
- Sexto septênio

Tendo conhecido Deus, o filósofo autodidata passa a refletir sobre a essência humana e suas particularidades, sua própria essência e sobre a essência do Ser Supremo.
- Sétimo septênio

Nesta etapa, Hayy compreende que possui uma parte semelhante aos animais, uma parte semelhante aos corpos celestes e uma parte semelhante ao Ser supremo. A partir daí, começa a praticar exercícios em busca da ascese a da "união mística" com Deus. Atinge, pelo êxtase, este estado último com perfeição, desligando-se e retornando ao mundo físico sensível à vontade.
- Hayy entre os homens

Após ter completado 50 anos e ter atingido a grau máximo de sabedoria, Hayy ibn Yaqzan encontra-se pela primeira vez com um outro ser humano -- Assal. Este era um anacoreta que havia ido para a ilha habitada por Hayy para isolar-se da sociedade. Lá, ele conhece Hayy e ensina-lhe a linguagem. Logo, Assal percebe que, por via da intuição e da razão, Hayy tornara-se um grande sábio. Assal relata a Hayy sobre a tradição religiosa dos homens e seus aspectos exteriores e Hayy deseja ir ter com esses homens e falar-lhes da via direta de contato com a divindade. Não sendo bem sucedido em seu intento, Hayy e Assal retornam à ilha, onde vivem até o final da vida em êxtase místico. 

## Temas filosóficos
(Falta acrescentar)

## Citações
- Sobre a percepção especulativa:

"Se quiseres uma comparação que te faça claramente captar a diferença entre a percepção assim compreendida e a percepção tal com se entende habitualmente, imagina um cego de nascença, dotado entretanto de uma boa natureza, inteligência viva e firme, memória segura, espírito reto. Ele teria crescido desde o nascimento numa cidade onde não teria parado de aprender, por meio dos sentidos que lhe restam, a conhecer individualmente os habitantes, numerosas espécies de seres vivos ou inanimados, a conhecer as ruas da cidade, as ruelas, as casas, os mercados, de modo que possa percorrer a cidade sem guia e reconhecer imediatamente todos aqueles que encontra. Só não conheceria as cores, a não ser pelas explicações dos nomes que têm e por certas definições que as designam. 
Supõe que neste ponto seus olhos se abram, que comece a ver, que percorra toda a cidade e que lhe dê a volta: não achará nenhum objeto diferente da ideia que fazia dele, não encontrará nada que não reconheça, encontrará as cores segundo as descrições que lhe tinham sido dadas, e nisso tudo não haverá nada de novo para ele, a não ser duas coisas importantes, uma como consequência da outra: uma claridade, um brilho maior e uma grande volúpia.
O estado dos homens de pensamento que não chegaram à fase de familiaridade com Deus é o primeiro estado do cego. (...) O estado dos pensadores que chegaram à fase da familiaridade, e a quem Deus doou essa coisa que eu disse que não era chamada intensidade senão metaforicamente, é o segundo estado desse cego."
- Sobre a inadequação das palavras para descrever a essência divina:

"Não consagres o coração a descrever uma coisa que um coração humano pode se representar. Pois, dentre as coisas que o coração humano se representa, muitas são difíceis de descrever. Mas quão mais difícil de descrever é a coisa que o coração não consegue, por nenhum caminho, representar-se, que não pertence ao mesmo mundo que ele, que não é da mesma ordem!"
"Ouve então agora com os ouvidos do coração, olha com os olhos do intelecto o que te vou indicar: talvez encontres aqui uma direção que te porá no caminho certo."
- Sobre a condição dos homens comuns:

"O que há de mais penoso, de mais profundamente miserável, que a condição de um homem tal que, se passarmos em revista suas obras desde o instante em que acorda até o momento em que adormece, não encontramos uma única obra que não tenha por fim alguma dessas coisas sensíveis e abjetas: acumular riquezas, buscar um prazer, satisfazer uma paixão, saciar uma cólera, adquirir uma posição que lhe ofereça segurança, realizar um ato religioso do qual se vanglorie ou que lhe proteja a cabeça?